# Leptobrachium boringii
Leptobrachium boringii är en groddjursart som först beskrevs av Liu 1945.  Leptobrachium boringii ingår i släktet Leptobrachium och familjen Megophryidae. IUCN kategoriserar arten globalt som starkt hotad. Inga underarter finns listade i Catalogue of Life.